# Верица Николић
Верица Николић (Нови Сад, 4. октобар 1983) српска је филмска, телевизијска, позоришна и гласовна глумица.

## Биографија
Кренула је на академију уметности Универзитета у Бања Луци 2004. године. Први професијонални ангажман добила је током треће године на академији у велико-буџетном филму Свети Георгије убива аждаху у режији Срђана Драгојевића. Током њених првих улога у Народном позоришту Републике Србије у представама Магареће године и Кући!... освојила је награду за најбољу младу глумицу током позоришних сусрета у Брчком, у Босни и Херцеговини. Академију уметности Универзитета у Бања Луци завршила је 2008. са монодрамом Лилика Драгослава Михаиловића, у класи професора Жељка Митровића.
Од 2009, Верица је члан удружење драмских уметника Србије – УДУС. Тренутно ради у драмском студију Вање Ејдуса за децу као професор. Говори српски, енглески и немачки. Глумила је и у синхронизацијама за студио Голд Диги Нет за Никелодион.

## Улоге
Филм
| Назив                       | Улога |
| --------------------------- | ----- |
| In Secret                   | Мери  |
| Свети Георгије убива аждаху | Данка |

| Назив                                  | Улога             |
| -------------------------------------- | ----------------- |
| Златна левица, прича о Радивоју Кораћу | Ана Марија Капрић |

Позориште
| Назив            | Улога      |
| ---------------- | ---------- |
| Дом за вешање    | Циганка    |
| Лилика           | монодрама  |
| Звездана прашина | Јелена     |
| Тигар            | Глорија    |
| Свет             | Нада       |
| Омер-паша Латас  | Ћерка      |
| КУЋИ!...         | Близанац   |
| Магареће године  | Мира Кутић |

Синхронизације
| Година | Назив                                     | Улога                                                |
| ------ | ----------------------------------------- | ---------------------------------------------------- |
| 2013.  | Биг тајм раш                              | додатни гласови                                      |
| 2013.  | Ај Карли                                  | Џејд Вест                                            |
| 2013.  | Легенда о Кори                            | Кора                                                 |
| 2013.  | Живот са дечацима                         | Тес                                                  |
| 2013.  | Кунг Фу Панда: Легенде о Феноментастичном | Змија                                                |
| 2013.  | Тикити Ток                                | Лупси Лу                                             |
| 2013.  | Чудновили родитељи                        | Тимијева мама (С9), Трикси Тенг, Вики (неке епизоде) |